# Matematik E
Svenska gymnasiala matematikkurser
- Matematik A ≈ Matematik 1
- Matematik B ≈ Matematik 2
- Matematik C ≈ Matematik 3
- Matematik D ≈ Matematik 3c
- Matematik E ≈ Matematik 4
- Matematik – diskret
- Matematik – breddning
- Matematik – specialisering

Matematik E var en 50-poängs kurs på gymnasieskolan i Sverige. Nytt i kursen var bland annat komplexa tal och användningen av differentialekvationer.
Kursen var inte ett kärnämne och är obligatorisk endast på ett fåtal linjer. Tidigare ingick dock innehållet i den obligatoriska matematikkursen i de naturvetenskapliga och tekniska gymnasielinjerna. Kursen motsvarar Matematik 4 i den nya läroplanen Gy 2011 och den motsvarar 100 poäng, med möjlighet till fördjupning inom Matematik 5.
Matematik E eller Matematik 4 är ett krav till samtliga civilingenjörsutbildningar i Sverige sedan 2010, då alla lärosäten införde samma krav.
Andelen av alla gymnasister som läser Matematik E minskade från 19 % till 11 % mellan 1999 och 2005, men har ökat efter att alla civilingenjörsutbildningarna krävde det 2010.

## Kursinnehåll
- Komplexa tal
- Polynomekvationer med komplexa lösningar och faktorsatsen
- Differentialekvationer
- Tillämpningar av integralbegreppet, exempelvis rotationsvolymer.

Följande kan ingå i lokala kursplaner (vissa sådana moment kan anses vara repetition av tidigare kurser):
- Gränsvärde.
- Härleda formler för derivata av produkt och kvot.
- Sannolikhetsteori och kombinatorik.
- Begreppen slumpvariabel samt diskret och kontinuerlig sannolikhetsfördelning.
- Använda vektorer i koordinatform och skalärprodukt för att beräkna vinklar och avstånd i rymden.
- Ekvationer för linjer och plan.

## Kort jämförelse av Ma D, Ma 4, Ma E, och Ma 5.
Vad gällde behörighet till civilingenjörsutbildning i läroplan Lpf94 inkl. kursplan Gy2000 var det Matematik E (50 poäng) som gällde. I Gy11/Vux12 motsvaras detta, avseende enbart behörighet, av Matematik 4 (100 poäng). De som har Matematik D (100 poäng) från Lpf94 måste alltså behörighetskomplettera till Matematik 4 (100 poäng) i Gy11/Vux12 eftersom de inte har Matematik E.
Vad gäller utbyteskomplettering av betyg i matematikkursen Matematik E (50 poäng) i läroplan Lpf94 inkl. kursplan Gy2000 så är det Matematik 5 (100 poäng) i läroplan Gy11/Vux12 som är motsvarande kurs. Vad gäller Matematik D (100 poäng) så är det Matematik 4 (100 poäng) som gäller.
Detta innebär att Matematik 4 och Matematik 5 i läroplan Gy11/Vux12 är på snäppet högre nivåer än Matematik D och Matematik E från läroplan Lpf94 inkl. kursplan Gy2000.